# Pont au Change
Il Pont au Change è un ponte di Parigi che attraversa la Senna. Unisce il I e il IV arrondissement.
Esso collega l'île de la Cité dal Palazzo di Giustizia, la Conciergerie e il Tribunale del Commercio, alla riva destra all'altezza del Teatro dello Châtelet.
Il ponte sito sul suo prolungamento nella direzione sud, che collega il boulevard du Palais alla place Saint-Michel sulla riva sinistra della Senna è il Pont Saint-Michel.
Esso deve il suo nome al fatto che i cambiavalute (courtiers de change) a partire dal XIII secolo vi tenevano i loro banchi per il cambio delle monete.

## Storia

### Il ponte del IX secolo

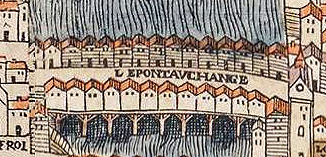
Il pont au Change sulla pianta di Truschet e Hoyau (1553).

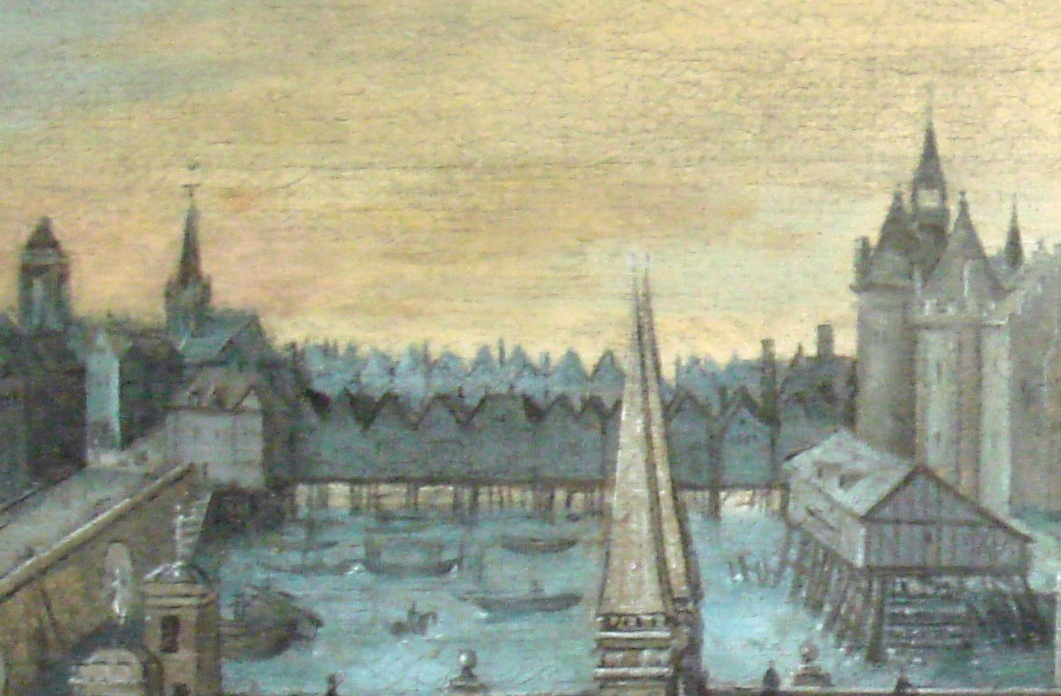
Il pont au change coperto di abitazioni nel 1577

Il primo ponte che fu costruito in questo luogo nel IX secolo per attraversare il grande ramo della Senna, sotto il regno di Carlo il Calvo e si chiamava Grand-Pont, in opposizione allo Petit-Pont, che attraversa il ramo piccolo del fiume.
Dopo le piene degli anni 1196, 1206, 1280, che gli portarono via sei archi, esso fu distrutto da quella del dicembre del 1296. A seguito dell'esondazione della Senna del 1280, Gilles Corrozet scrisse :
(Gilles Corrozet, Les antiquités, histoires, chroniques et singularités de Paris, p. 226)
Esso fu sostituito da un altro Grand-Pont che divenne poi Pont-aux-changeurs, ricostruito di sbieco leggermente a monte e a cui si accompagnò la costruzione di un secondo ponte un po' più a valle, il Pont aux Meuniers.
A quell'epoca i gioiellieri, gli orafi e i cambiavalute avevano installato le proprie botteghe così vicine le une alle altre che dal ponte non si riusciva a vedere la Senna.
Il pont au Change perse 2 pilastri durante la piena del 1616. Esso fu distrutto nella notte fra il 23 e il 24 ottobre 1621 per la propagazione dell'incendio dal troppo vicino pont Marchand.
I due ponti furono sostituiti da un ponte provvisorio detto Pont de Bois, in attesa che il "pont au Change" fosse ricostruito con il denaro dei gioiellieri e orefici, dal 1639 al 1647.

### Il ponte del 1647

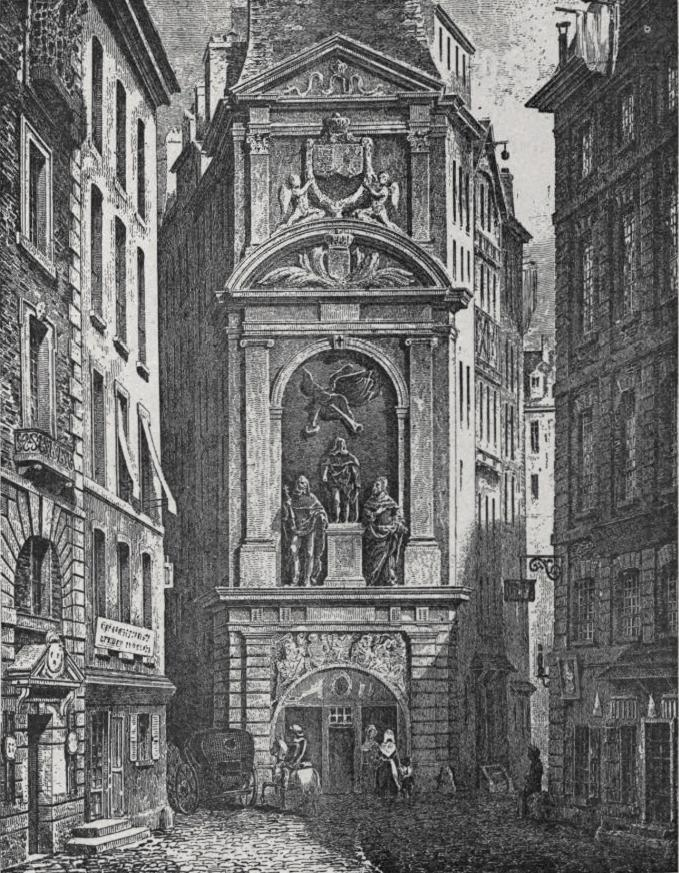
Monumento del Pont-au-Change edificato verso il 1645 e distrutto nel 1794

Il ponte fu ricostruito dal 1639 al 1647 su progetti di Androuet du Cerceau a spese dei loro occupanti: il nuovo ponte, in muratura, era costituito da sette archi ed era a quell'epoca il più largo della capitale (38,6 metri).
In quell'occasione fu eretto un monumento alla gloria della famiglia reale di fronte alla sua estremità sulla riva destra. Riparato nel 1740, il monumento andò completamente distrutto durante la rivoluzione francese nel 1794.
Il ponte fu ancora gravemente danneggiato dalle inondazioni degli anni 1651, 1658, 1668.
Le case sovrastanti furono infine rase al suolo nel 1786. Il pittore Hubert Robert ha illustrato la demolizione di queste case in numerosi quadri, due dei quali si trovano ora nel museo Carnavalet di Parigi.

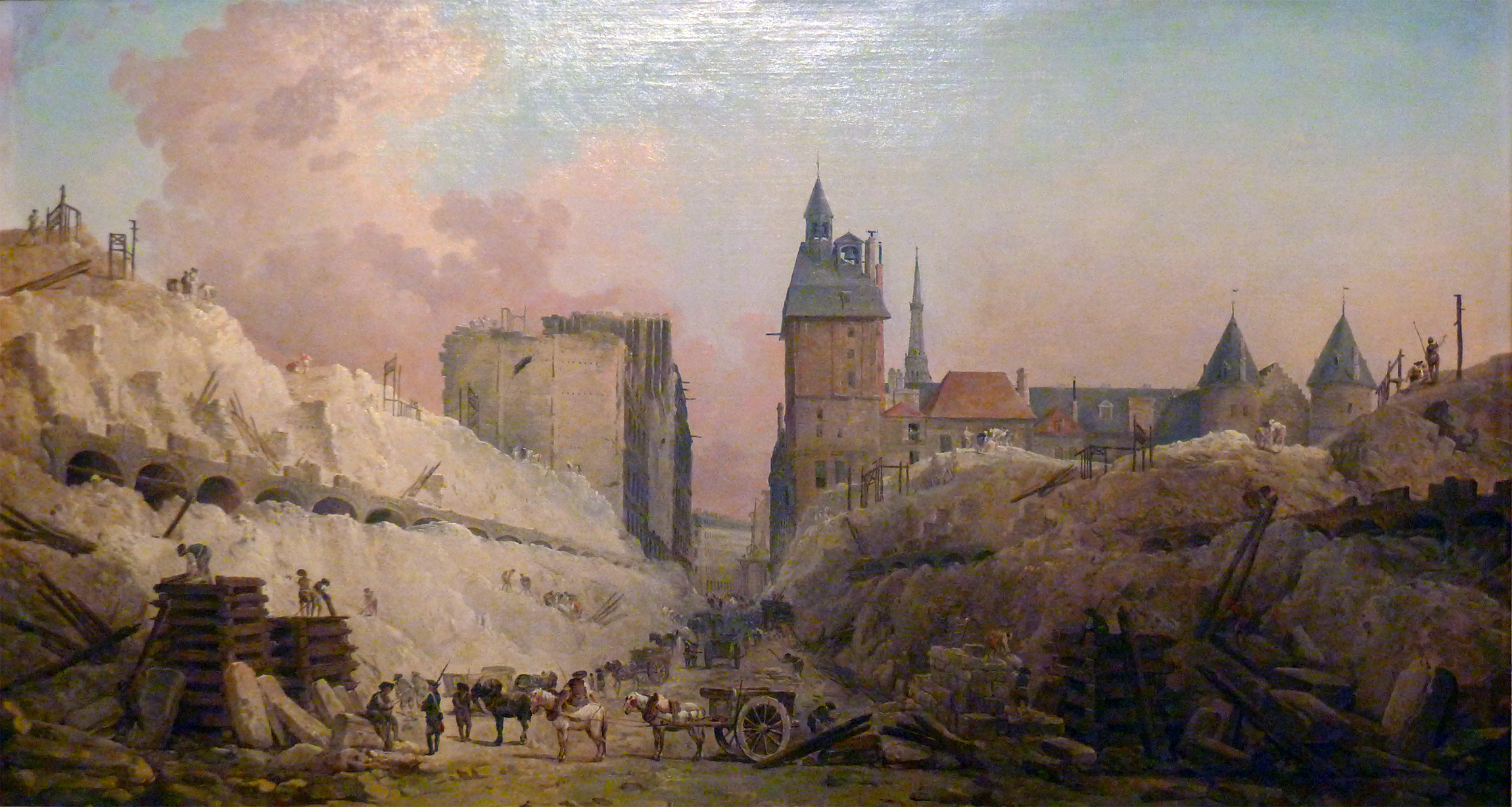
La demolizione delle case del Pont-au-Change, nel 1788 - Hubert Robert, museo Carnavalet
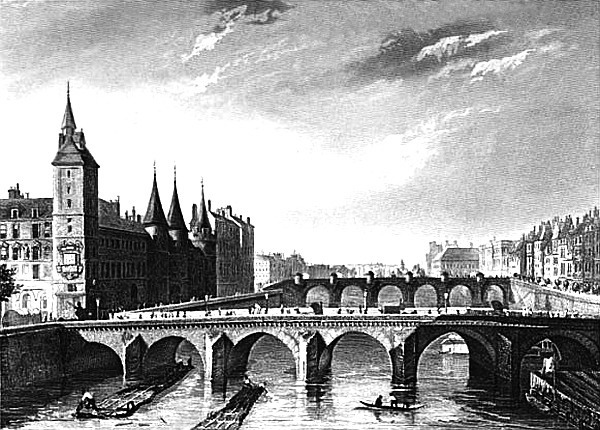
All'inizio del XIX secolo (av. 1815) dopo la distruzione delle case
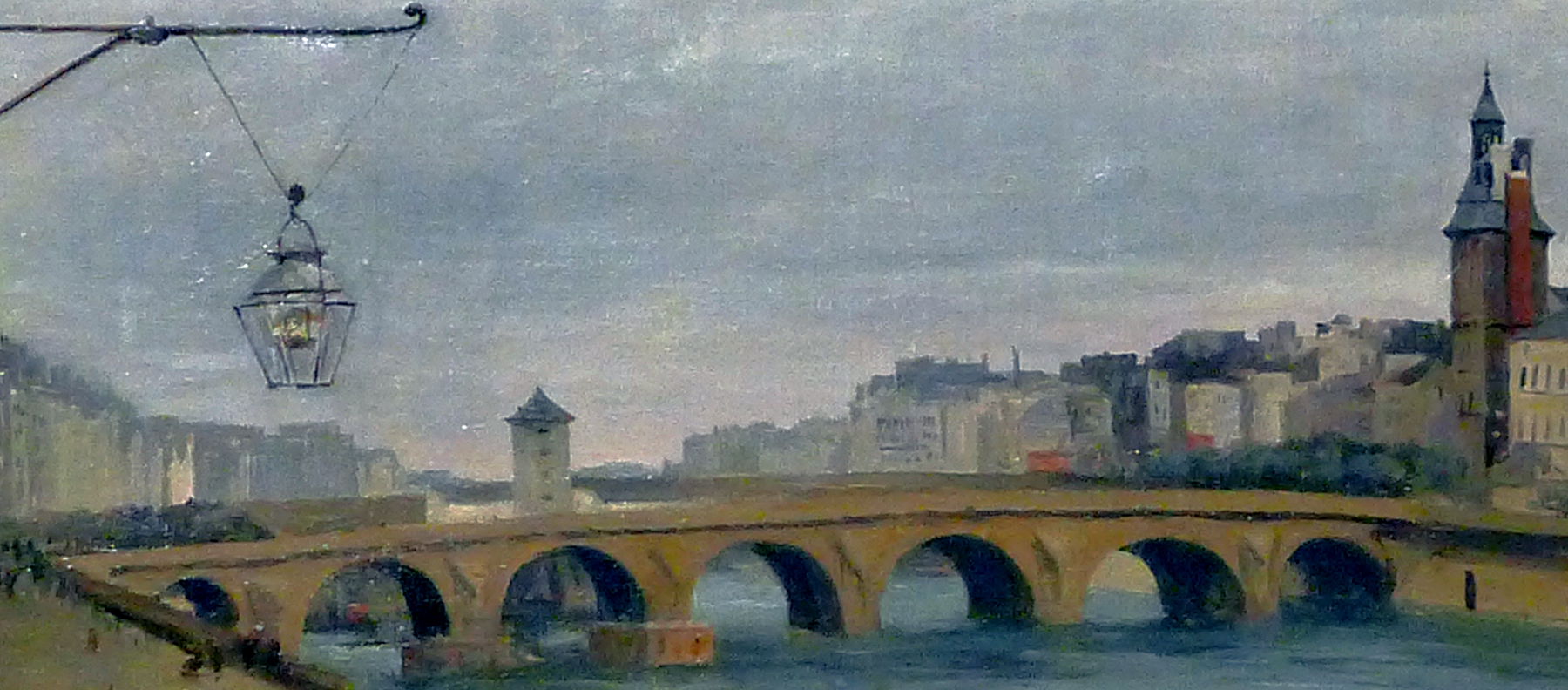
Il ponte nel 1830, dettaglio d'una tela di Corot - museo Carnavalet

### Il ponte del 1860

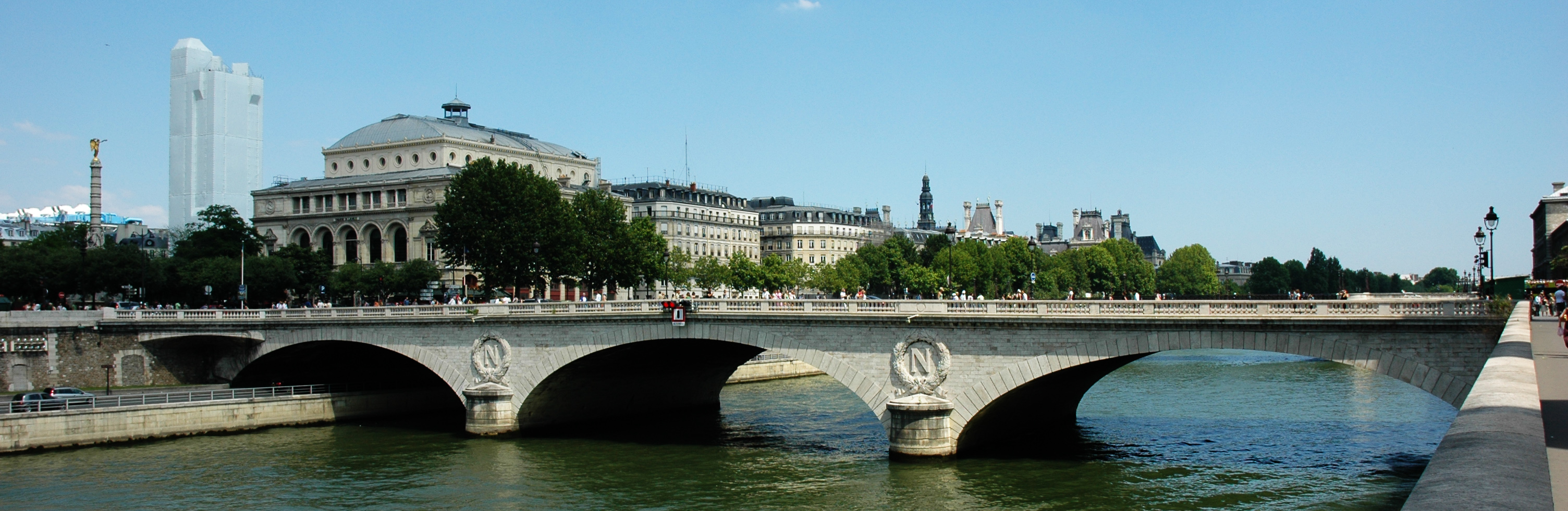
Veduta d'insieme.

L'attuale Pont au Change è stato costruito tra il 1858 e il 1860, regnante Napoleone III, quindi riporta il suo monogramma imperiale. Durante i lavori fu installata una passerella provvisoria tra le due rive. Sullo stesso modello di questo nuovo ponte, fu ricostruito nel medesimo periodo il pont Saint-Michel, che attraversa la Senna nello stesso allineamento verso la riva sinistra.

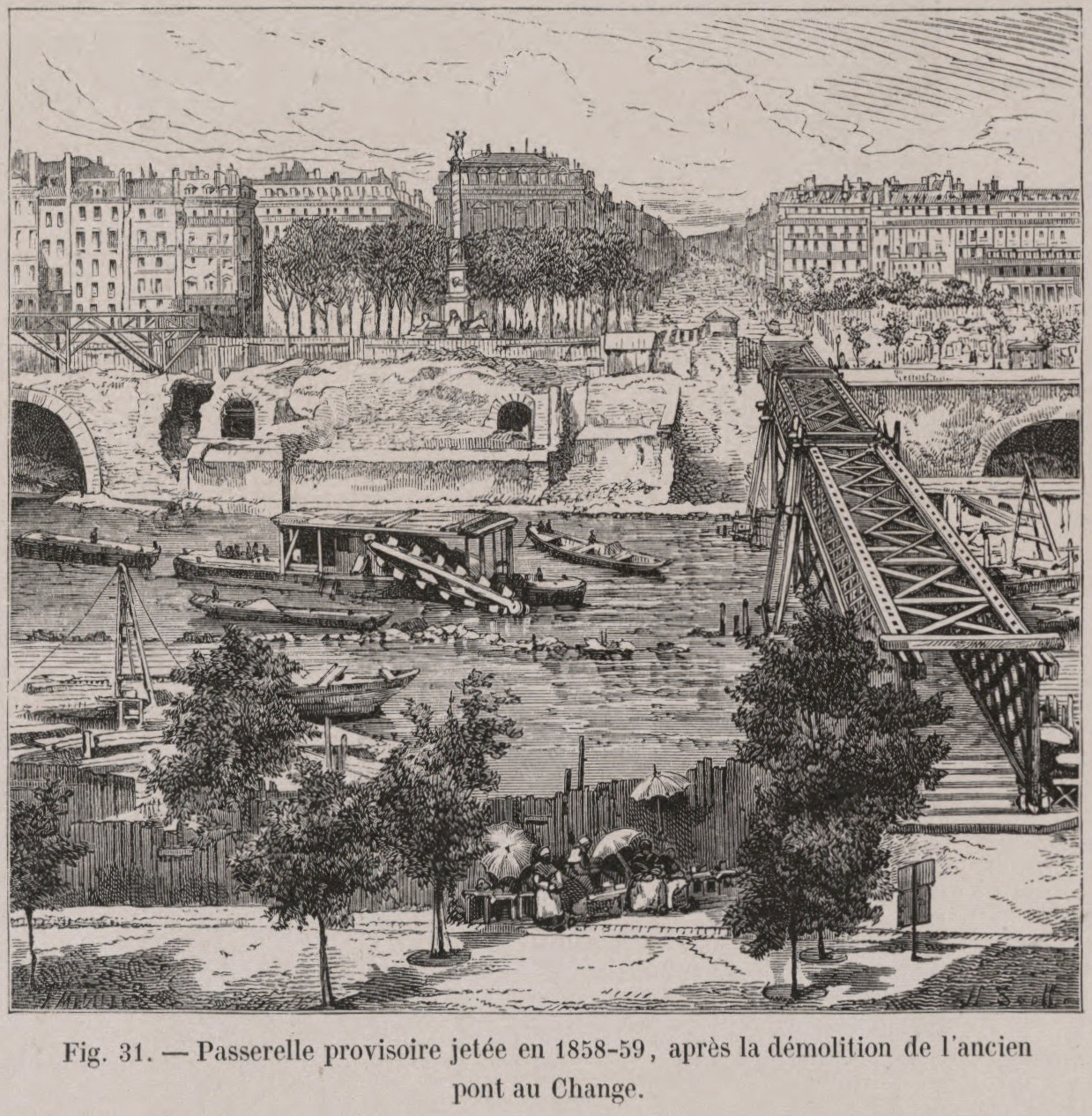
Passerella provisoria gettata nel 1858-59, dopo la demolizione dell'antico ponte
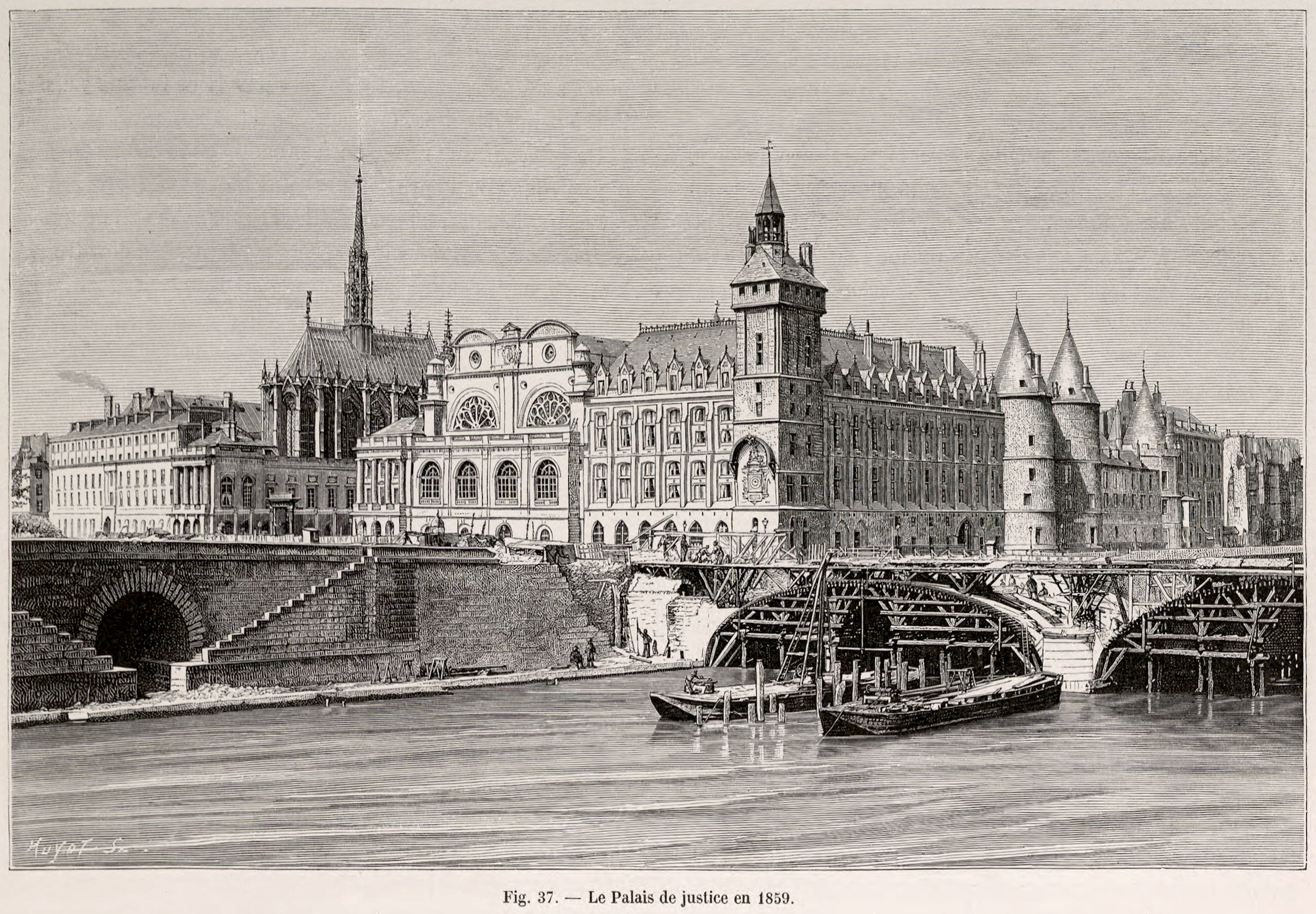
Costruzione del ponte nel 1859.
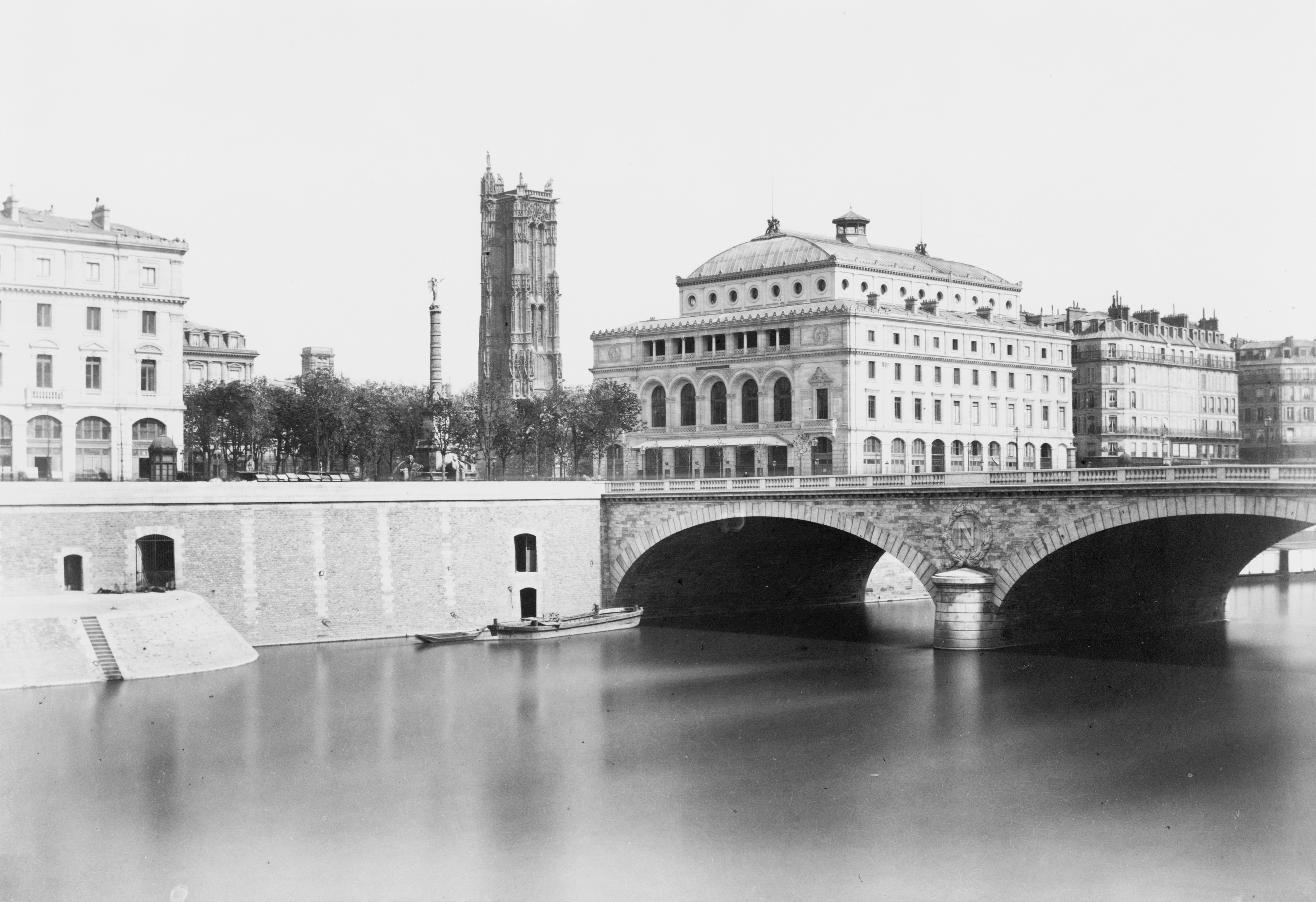
Nel 1864, fotografia di Édouard Baldus
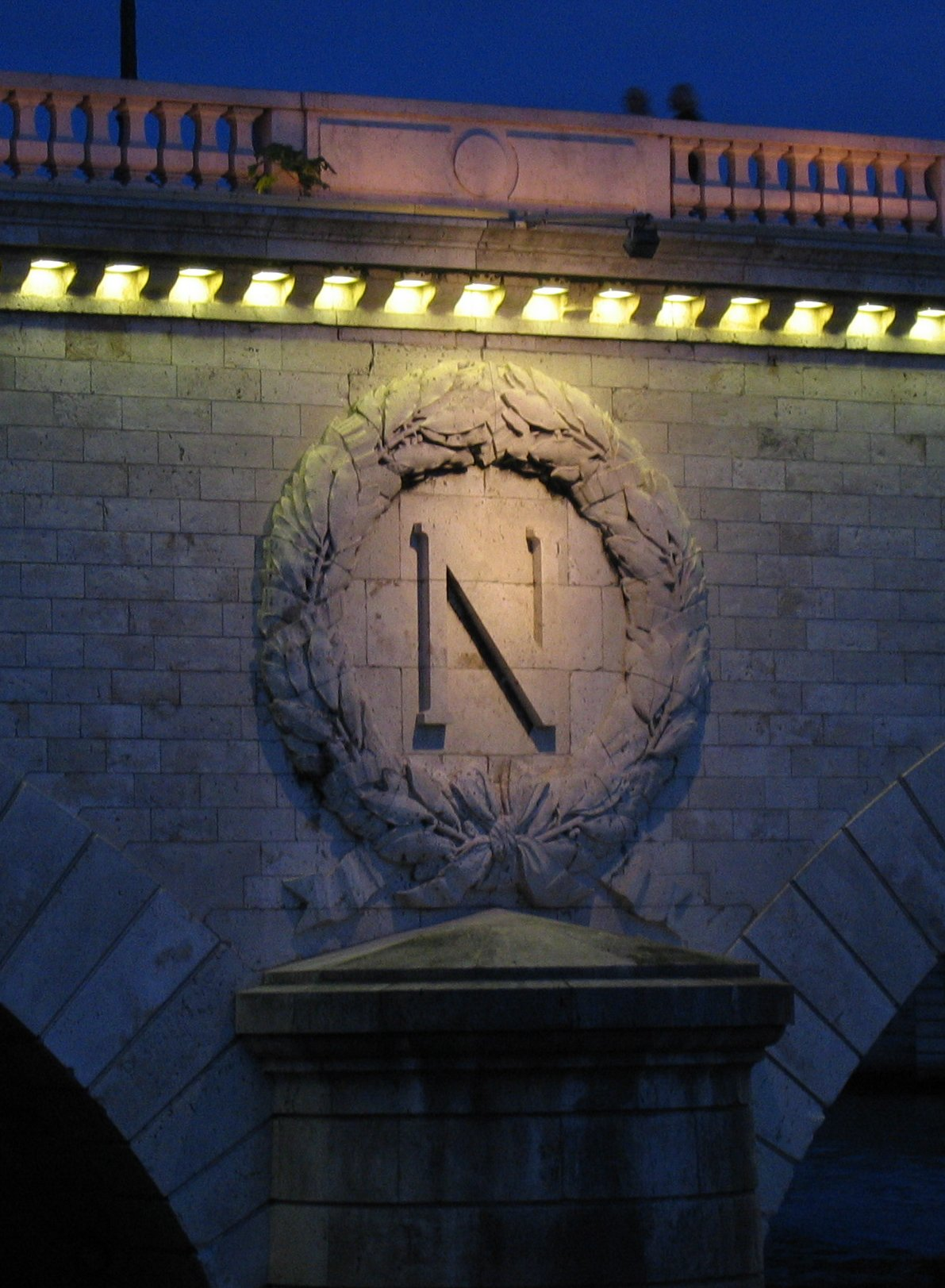
Monogramma imperiale

## Galleria d'immagini

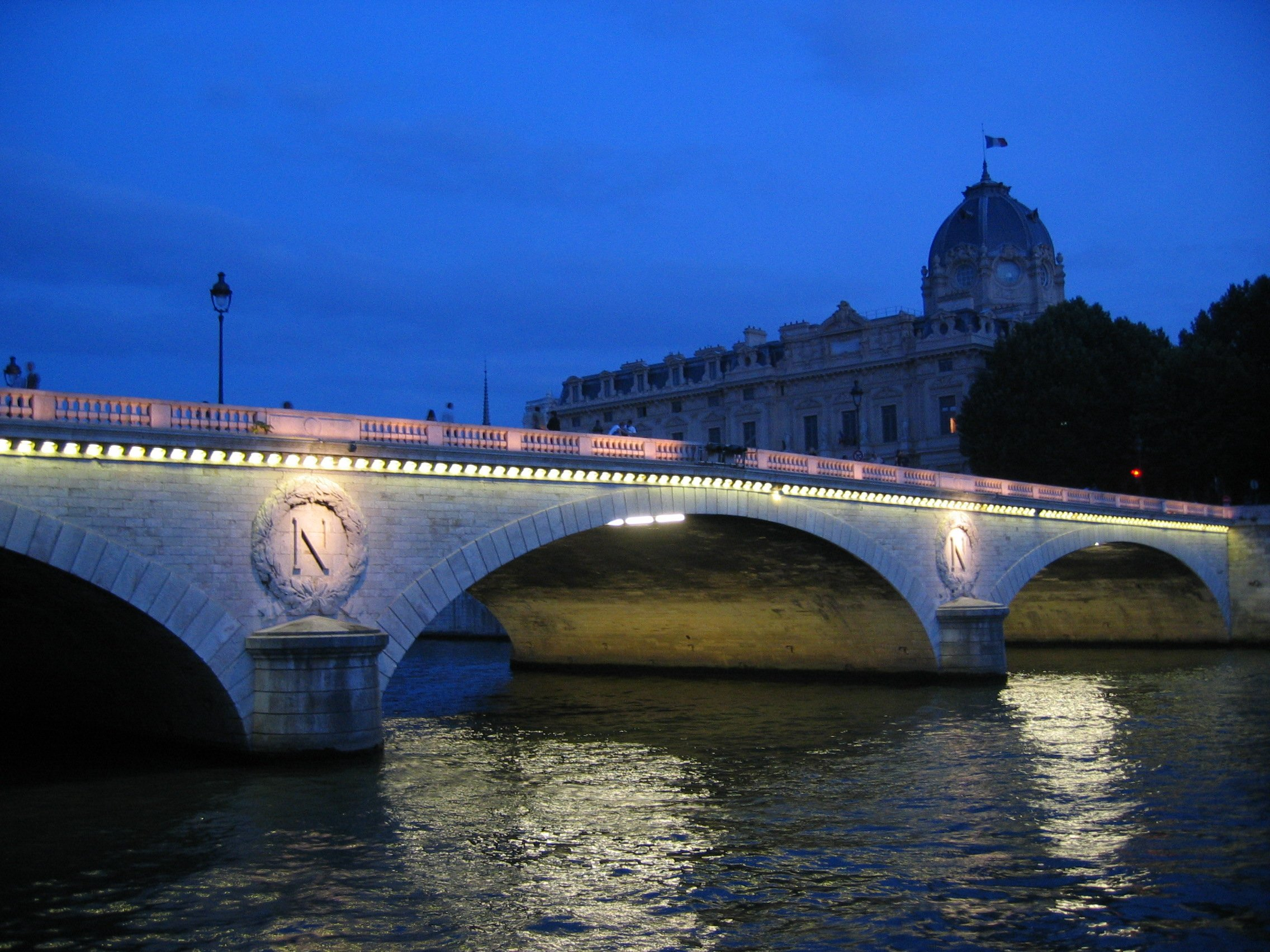
Veduta notturna del ponte da valle
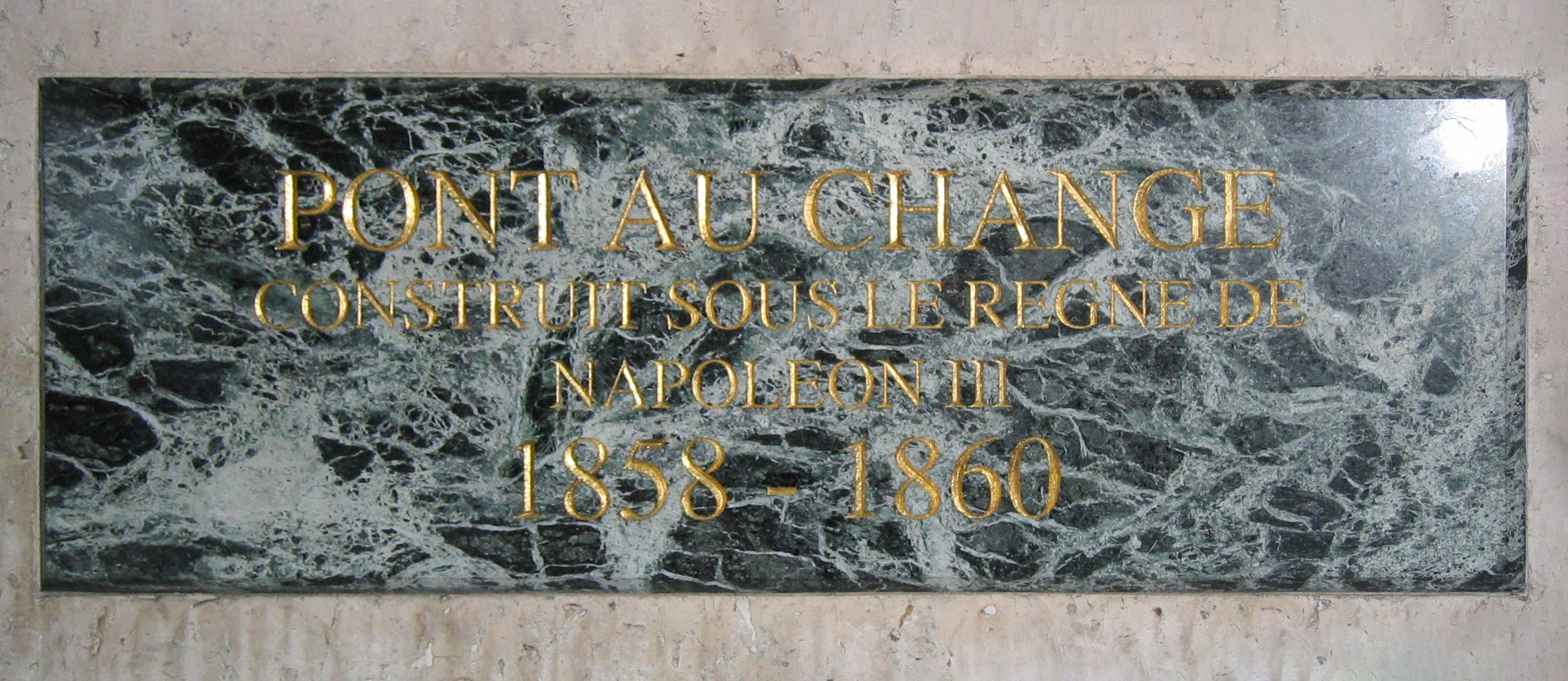
Lapide 1858-1860
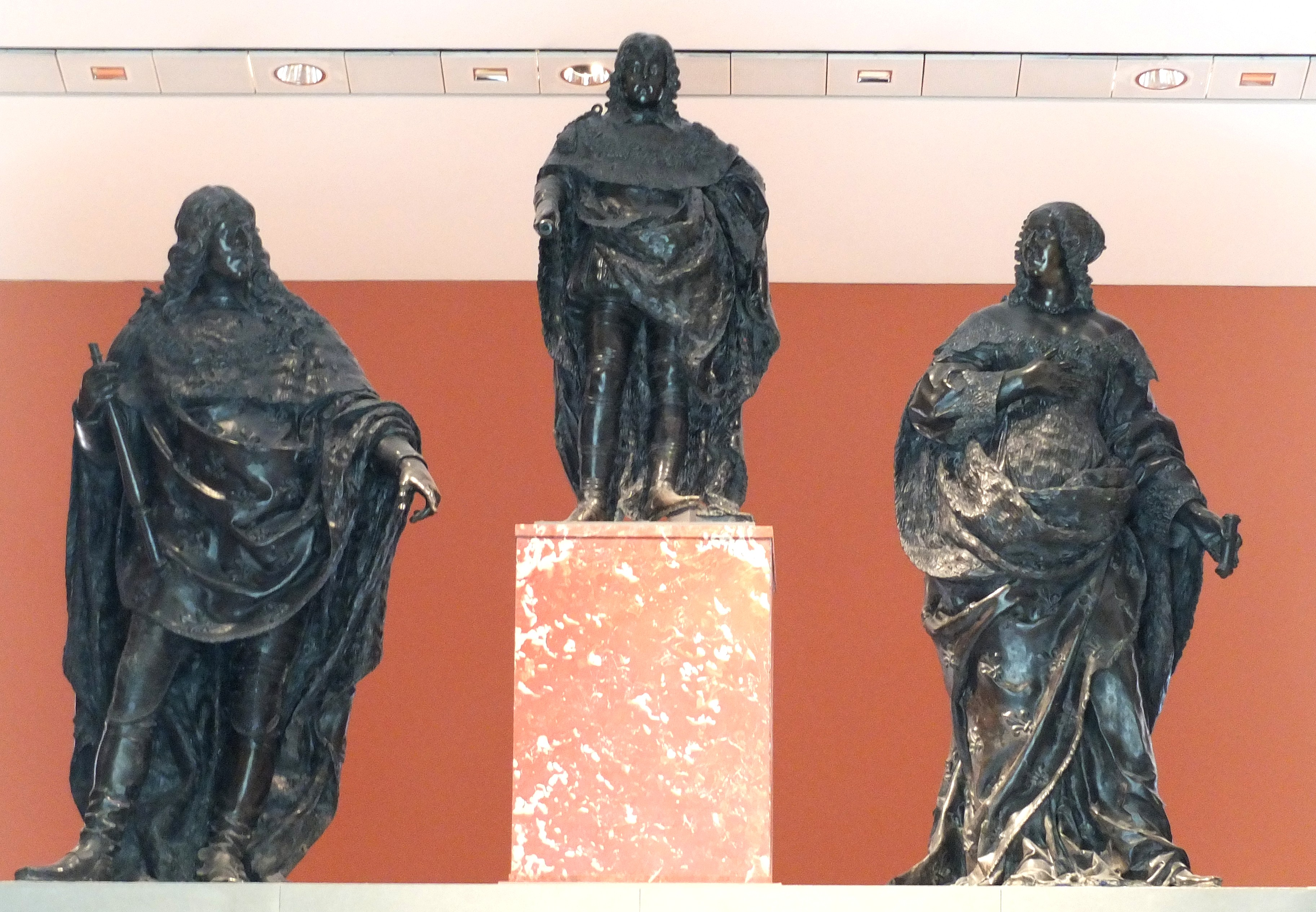
Le statue del vecchio monumento reale
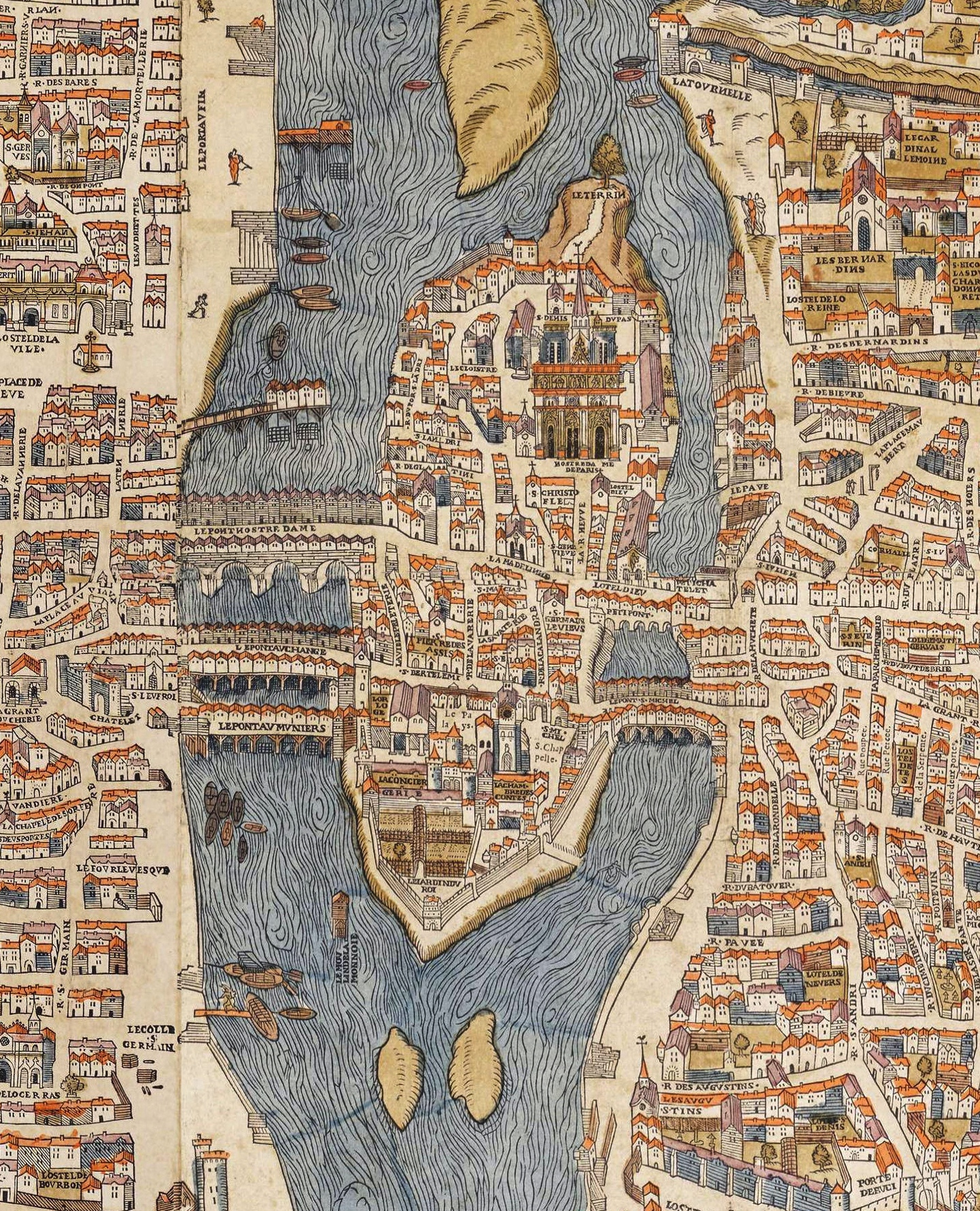
I cinque vecchi ponti
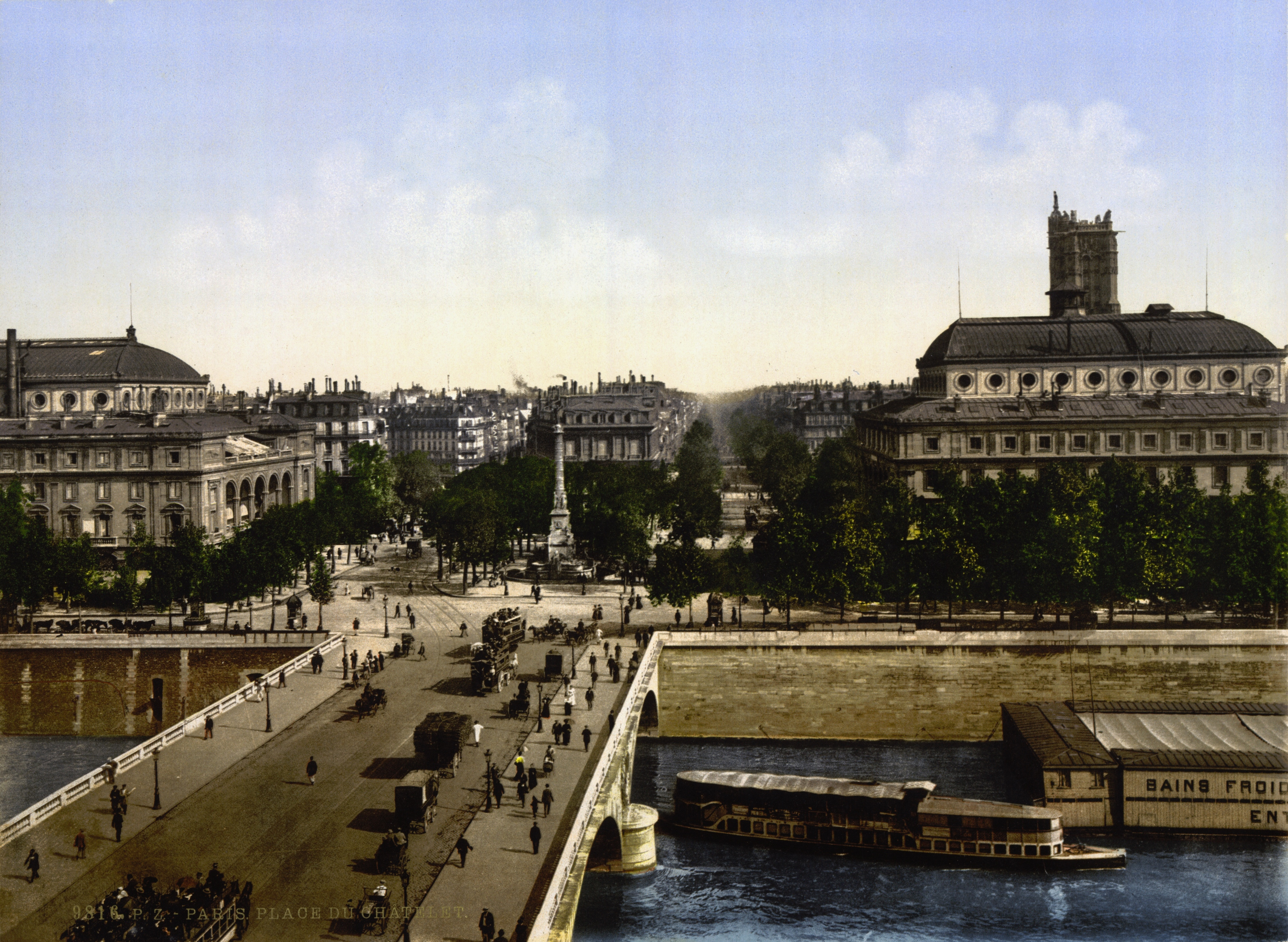
Il ponte e la piazza del Châtelet sulla riva destra